# Mikrocodides robustus
Mikrocodides robustus är en hjuldjursart som först beskrevs av Glascott 1893.  Mikrocodides robustus ingår i släktet Mikrocodides och familjen Epiphanidae. Inga underarter finns listade i Catalogue of Life.